# Пряма поставка
Пряма поставка або дропшипінг (англ. dropshipping або англ. drop shipping) — це вид підприємницької діяльності через інтернет, який полягає в реалізації товарів посередником (дропшиппером, англ. dropshipper). При цьому посередник купує товар у виробника тільки після того, як сам отримав від клієнта замовлення на даний товар. Прибуток посередника(дропшиппера) формується за рахунок різниці між оптовою вартістю, яку він сплачує виробнику, і роздрібною вартістю, за яку продає товар клієнту. Ключовою відмінністю цього виду діяльності є те, що куплений товар відправляється покупцеві безпосередньо від виробника, що й знайшло своє відображення в самому терміні: в дослівному перекладі з англійської «drop shipping» — пряма поставка.

## Схема прямих поставок
Велика компанія виробник, або постачальник певного товару, з яких-небудь причин не хоче займатись його роздрібною реалізацією.
У такому випадку роздрібною реалізацією товару займаються партнери компанії, які забезпечують «Вітрину» (зазвичай це інтернет-магазин або інтернет-аукціон), маркетинг, просування, прийом замовлень від кінцевих покупців, оформлення угод і, звичайно ж, прийом оплати за проданий товар. Дані про зроблені замовленнях та оплату за них партнер передає компанії-виробнику, яка бере на себе всі турботи по упаковці і пересилці товару покупцеві. При цьому відправка може здійснюватися від імені партнера, якщо про це є в попередній домовленості. Сам же партнер не має ні власного складу, ні товарного запасу. Прибуток партнера утворюється, як і у випадку з класичної оптової торгівлі, за рахунок різниці між закупівельною (гуртовою) та роздрібною ціною.

## Переваги прямих поставок
1. Даний вид бізнесу практично не вимагає початкового капіталу, отже, посередник не несе жодних ризиків. Свої гроші він віддасть тільки після того, як отримає оплату від покупця.
2. Посередникові не потрібна наявність складських приміщень для торгівлі. Все, що йому потрібно для ведення бізнесу — це комп'ютер або смартфон з виходом в інтернет.
3. Всі клопоти по відправці товару бере на себе постачальник.
4. Посередник має можливість співпрацювати з декількома компаніями одночасно (якщо це прямо не заборонено контрактом), збільшуючи таким чином асортимент товарів і кількість клієнтів.
5. Постачальник відправляє товари від імені посередника, завдяки чому той може створити впізнавану торгову марку і рекламувати її.

## Можливі ризики дропшиппінгу
Як і в будь-якому іншому бізнесі, певна частка ризику є і в даному виді підприємництва:
1. У постачальника може не виявитися в наявності товару, який замовив клієнт. У такому випадку неминуче виникають затримки, зриви терміну доставки і невдоволення клієнтів посередником.
2. На стадії доставки замовлення можуть виникнути складнощі на пошті (або митниці!), Відповідати за які буде посередник.
3. Якість товару може не задовольнити клієнта в силу об'єктивних чи суб'єктивних причин.
4. Постачальник вкладає в посилку рекламний матеріал одного зі своїх колишніх посередників, який може переконати клієнта на його користь.

Усіх цих ризиків можна уникнути при грамотній і відповідальній роботі посередника, наявності надійних постачальників і відпрацьованої схеми продажів.

## Способи оплати
Якщо посередник здійснює торгівлю через аукціон eBay, всі розрахунки будуть здійснюватися з допомогою платіжної системи PayPal. У всіх інших випадках доцільно приймати оплату за товар всіма можливими способами: банківськими переказами, всіма видами електронних грошей, переказами Western Union та ін. Чим більше клієнту буде запропоновано способів оплати замовлення, тим більш імовірно, що угода буде укладена.

Варто зазначити, що найпопулярніший спосіб оплати товарів при дропшипінгу – це "накладений платіж", який також може називатися "наложка" або "післяплатою". Він зручний та безпечний для обох сторін – як для кінцевого покупця товарів, так і для самого дропшипера. Покупцеві не потрібно відправляти передоплату за товар; він сплачує за товар тільки після його огляду у відділенні компанії-перевізника. Для продавця перевага в тому, що він не бере гроші безпосередньо у покупця і не відправляє їх постачальнику, а одразу надсилає замовлення та отримує кошти у відділенні компанії-перевізника після отримання і оплати замовлення покупцем.